# Новоукраинка (Чернобаевский район)
Новоукра́инка (укр. Новоукраїнка) — село в Чернобаевском районе Черкасской области Украины.
Почтовый индекс — 19942. Телефонный код — 4739.

## Население
Население по переписи 2001 года составляло 844 человека.

### Языковой состав
Родной язык населения по данным переписи 2001 года:
| Язык       | Численность, чел. | Доля     |
| ---------- | ----------------- | -------- |
| Украинский | 834               | 98,82 %  |
| Другое     | 10                | 1,18 %   |
| Итого      | 844               | 100,00 % |

## Местный совет
19942, Черкасская обл., Чернобаевский р-н, с. Новоукраинка, ул. Ленина, 28